# Third Day
Third Day je americká křesťanská rocková kapela založená  během 90. let 20. století v Mariettě v Georgii. Kapelu založili zpěvák Mac Powell, kytarista Mark Lee a klávesista Billy Wilkins. Později s nimi hrál např. bubeník David Carr. Jméno kapely je odkazem na biblické vysvětlení Ježíšova vzkříšení z mrtvých třetího dne po jeho ukřižování. Jejich fanoušci jsou známí jako „Gomers“ pro píseň na jejich druhém albu o Gomerovi.

## Historie
Skupinu založili Mac Powell a Mark Lee v Mariettě v Georginii. Mac Powell hraje na akustickou kytaru a tamburínu a Mark Lee hraje na elektrickou kytaru a zpívá. Vydali 13 alb a jsou známí po celém světě.

## Další členové
- Scotty Wilbanks – klávesy, zpěv (2005–současnost)
- Tim Gibson – basová kytara (2015–současnost)
- Trevor Morgan – mandolína, banjo, kytara, zpěv (2016–současnost)

## Bývalí členové
- Billy Wilkins – klávesy (1991–1994)
- Geof Barkley – klávesy (1993)
- August McCoy – kytara (1991–1992)
- Brad Brent Christopher Avery – kytara (1995–2008)
- Jason Hoard – mandolina, banjo, kytara, zpěv (2010–2012)
- Samuel "Tai" Anderson – basa, zpěv (1992–2015)
- Brian Bunn – kytara, harmonika (2012–2016)
- David Carr – bicí (1992–2017)

## Alba
- 1996: Third Day
- 1997: Conspiracy No. 5
- 1999: Time
- 2000: Offerings: A Worship Album
- 2001: Come Together
- 2003: Offerings II: All I Have to Give
- 2004: Wire
- 2005: Wherever You Are
- 2008: Revelation
- 2010: Move
- 2012: Miracle
- 2015: Lead Us Back: Songs of Worship
- 2017: Revival